# الإقامة الأمومية

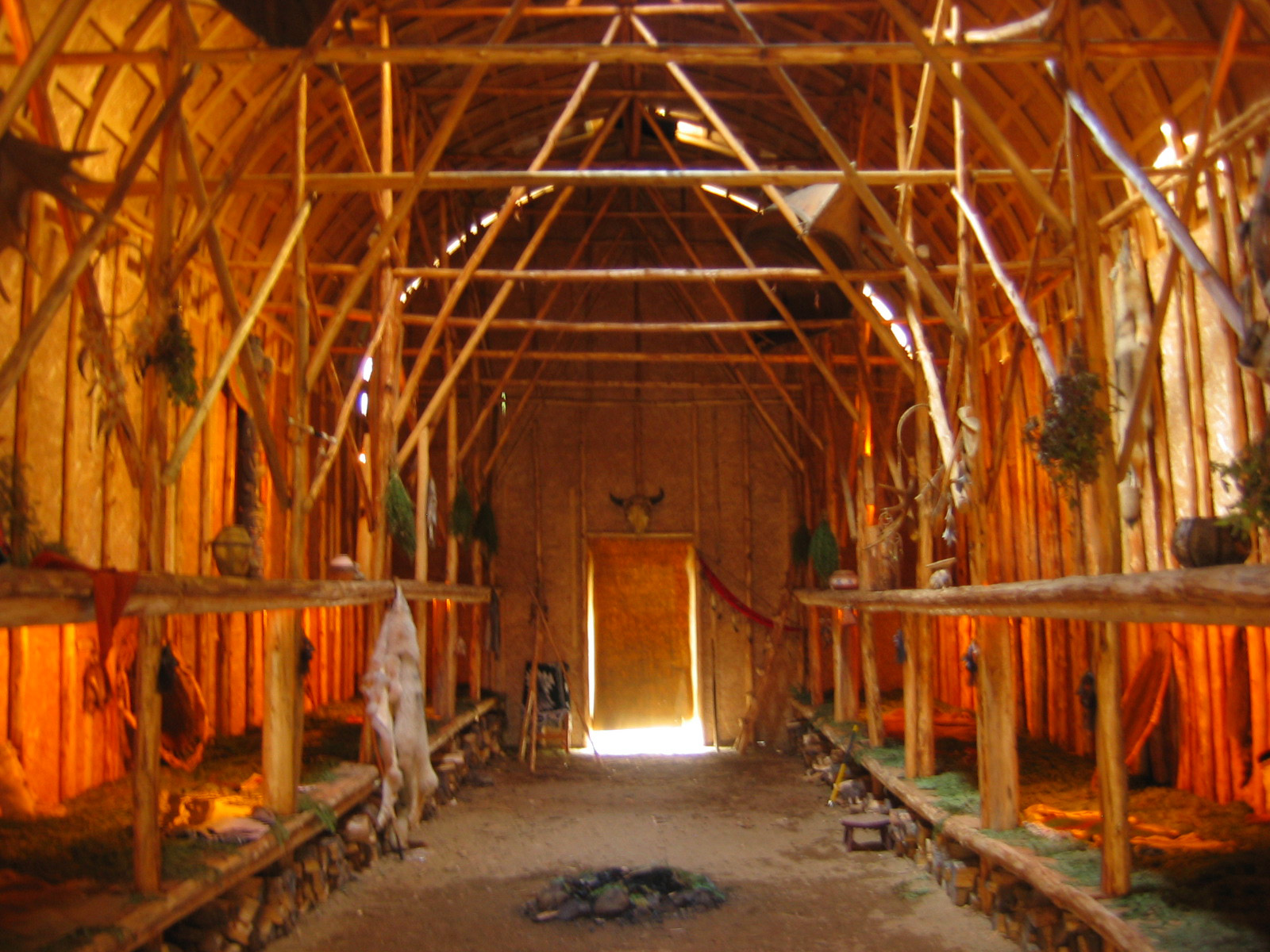

في الأنثروبولوجيا الاجتماعية، فإن الإقامة الأمومية أو الأمومية (أيضًا الإقامة الخارجية) هي النظام المجتمعي الذي يقيم فيه الزوجان مع والدي الزوجة أو بالقرب منهما . وهكذا، تظل ذرية الأم تعيش في منزل الأم (أو بالقرب منه)، وبالتالي تشكل عائلات عشائرية كبيرة، تتكون عادة من ثلاثة أو أربعة أجيال تعيش في نفس المكان.

## وصف
في كثير من الأحيان، تتم ممارسة زيارة الأزواج، مما يعني أن الزوج والزوجة يعيشان منفصلين، في عائلتين منفصلتين، ويقابلان بعضهما البعض في أوقات فراغهما. يتم تربية أطفال مثل هذه الزيجات من قبل عشيرة الأم الممتدة. لا يجب على الأب أن يشارك في تربية أبنائه؛ ومع ذلك، فهو يفعل ذلك في أطفال أخواته (بنات أخيه وأبناء أخيه). في النتيجة المباشرة، تُورث الملكية من جيل إلى جيل، وبشكل عام، تظل غير مقسمة إلى حد كبير.
توجد إلاقامة الامومية في أغلب الأحيان في مجتمعات البستنة.
ومن الأمثلة على ذلك المجتمعات الأمومية شعب نجازيجيا في جزر القمر، وشعوب بويبلو القديمة من شاكو كانيون، ونير المجتمع في ولاية كيرالا في جنوب الهند، وموسو من يوننان وسيتشوان بجنوب غرب الصين، وصرايا من تايوان، ومينانغكابو في غرب سومطرة. غالبًا ما يرتبط نمط الإقامة هذا بين السكان الأصليين في حوض الأمازون بالممارسة العرفية لخدمة العروس، كما هو واضح بين أورارينا في شمال شرق بيرو.
خلال عهد أسرة سونغ في الصين في العصور الوسطى، أصبح الزواج الأمومي شائعًا للعائلات الثرية غير الأرستقراطية. [بحاجة لمصدر]

في مناطق أخرى من العالم، مثل اليابان، خلال فترة هييان، لم يكن الزواج من هذا النوع علامة على المكانة العالية، بل كان إشارة إلى السلطة الأبوية لعائلة المرأة (والدها أو جدها)، الذي كان قوية بما يكفي للمطالبة بها.
مجتمع أمومي آخر هو ! كونغ سان في جنوب أفريقيا. يمارسون التواصل المباشر لفترة خدمة العروس، والتي تستمر حتى ينجب الزوجان ثلاثة أطفال أو يكونون معًا لأكثر من عشر سنوات. في نهاية فترة خدمة العروس، يكون للزوجين اختيار العشيرة التي يريدون العيش معها. (من الناحية الفنية، يختلف التوطن عن طريق الأم؛ ويعني التواصل الخارجي مأن الزوجين يستقران مع عائلة الزوجة، بينما تعني العلاقة الأمومية أن الزوجين يستقران مع نسب الزوجة. بسبب كونغ سان لا يعيش الكونغ في سلالات، ولا يمكن أن يكونوا محليين.
ربطت النظريات المبكرة التي تشرح محددات الإقامة بعد الزواج (على سبيل المثال، لويس هنري مورغان، وإدوارد تايلور، وجورج بيتر موردوك) بالتقسيم الجنسي للعمل. ومع ذلك، فشلت الاختبارات عبر الثقافات لهذه الفرضية باستخدام عينات من جميع أنحاء العالم في العثور على أي علاقة مهمة بين هذين المتغيرين. من ناحية أخرى، Korotayev وقد أظهرت الاختبارات الصورة أن مساهمة الإناث إلى الكفاف يفعل المضاهاة بشكل كبير مع الإقامة matrilocal بصفة عامة؛ ومع ذلك، فإن هذا الارتباط محجوب بعامل تعدد الزوجات العام. على الرغم من أن الزيادة في مساهمة الإناث في الكفاف تميل إلى أن تؤدي إلى الإقامة الأمومية، فإنها تميل أيضًا في نفس الوقت إلى تعدد الزوجات غير الأخلاقي الذي يدمر بشكل فعال الأمومية. إذا تم التحكم في عامل تعدد الزوجات هذا (على سبيل المثال، من خلال نموذج الانحدار المتعدد)، فإن تقسيم العمل يكون مؤشرا هاما على الإقامة بعد الزواج. وهكذا، فإن فرضيات موردوك فيما يتعلق بالعلاقات بين التقسيم الجنسي للعمل والإقامة بعد الزواج كانت صحيحة أساسًا، على الرغم من أن العلاقات الفعلية بين هاتين المجموعتين من المتغيرات أكثر تعقيدًا مما توقع، كما أوضح كوروتاييف. 
تمت دراسة مفهوم الأمومية في ثقافة أريكاري في القرنين السابع عشر والثامن عشر من جديد في علم الآثار النسوي من قبل كريستي ميتشل، في نقد لدراسة سابقة،  :89–94 النقد الذي يتحدى ما إذا كان الرجال هم الوكلاء الوحيدون للتغيير المجتمعي بينما كانت النساء محايدة. :90–91
وفقًا لباربرا إيبستين، انتقد علماء الأنثروبولوجيا في القرن العشرين وجهات النظر النسوية البرومية وقالوا إن «الأمومية التي كانت موجودة بشكل واضح في العديد من مجتمعات العصر الحجري القديم لم تكن مرتبطة بالضرورة بالنظام الأمومي بمعنى سلطة المرأة على الرجل. يمكن العثور على العديد من المجتمعات التي تظهر تلك الصفات جنبًا إلى جنب مع تبعية الإناث. علاوة على ذلك، يمكن العثور على النزعة العسكرية، وتدمير البيئة الطبيعية، والهياكل الاجتماعية الهرمية في المجتمعات التي توجد فيها الأمومية،». 
في علم الأحياء الاجتماعي، تشير الأمومية إلى المجتمعات الحيوانية التي تتكون فيها رابطة زوجية بين الحيوانات المولودة أو الفقس في مناطق مختلفة أو مجموعات اجتماعية مختلفة، ويصبح الزوج مقيمًا في منطقة منزل الزوجة. [بحاجة لمصدر]

في الوقت الحاضر في بر الصين الرئيسي، وقد تم تشجيع إقامة الامومية من قبل الحكومة  في محاولة لمواجهة مشكلة نسبة الذكور غير المتوازنة الناجمة عن الإجهاض، ووأد والتخلي عن الفتيات. نظرًا لأن الفتيات يتزوجن تقليديًا في إطار الزواج الفيروسي (العيش مع والدي الزوج أو بالقرب منه) فقد كان يُنظر إليهن على أنهن «أفواه من عائلة أخرى» أو مضيعة لموارد يجب تربيتها.

## قائمة المجتمعات الأمومية
- بريبري
- الفلبينيين (كلا من matrilocal و patrilocal)
- جارو
- هوبي
- إيبان (على حد سواء matrilocal و patrilocal)
- إيروكوا
- جينتيا
- كارين
- كيرينسي
- خاسي
- مارشال
- مينانجكاباو
- موسوو (إقامة منفصلة، يعيش كل منهما في منزل الأم)
- شعب ناير من ولاية كيرالا
- بويبلوس، ومن بينهم «الأمومية   ... يبدو أنه مرتبط بالمجتمع الأمومي» [10]
- سرايا
- تلينجيت
- فاناتيني
- سينكست